# Hamer Hill
Der Hamer Hill ist ein 505 m hoher Hügel an der Nordenskjöld-Küste des Grahamlands im Norden der Antarktischen Halbinsel. Er ragt am östlichen Rand des Zentralmassivs der Sobral-Halbinsel auf.
Das UK Antarctic Place-Names Committee benannte ihn 1984 nach dem Geologen Richard Daniel Hamer (* 1955), der von 1978 bis 1979 und von 1980 bis 1981 für den British Antarctic Survey auf der Rothera-Station tätig war.